# Институт по океанология „Професор Фритьоф Нансен“
Институтът по океанология „Професор Фритьоф Нансен“ e научен институт на Българската академия на науките във Варна.
Неговата основна дейност е изследване на физиката, химията, хидрологията, метеорологията и климатологията на морето, геоморфологията на морското дъно, хидродинамиката, литодинамиката, геоморфологията на крайбрежната морска зона и морския бряг. Работи върху създаването на научнообосновани нормативи за проектиране, строителство и експлоатация на морски хидротехнически и пристанищни съоръжения в крайбрежната зона с цел ефективно използване ресурсите на Черно море. Институтът, също така, осъществява комплексен мониторинг на морската среда в териториално море и българската икономическа зона, подготвя квалифицирани специалисти в областта на морските науки, извършва консултантска и експертна дейност с приложение на резултатите от научните изследвания и представлява БАН, като координатор на всички изследвания, свързани с Черно море и Световния океан.

## История
Институтът по океанология (до 1985 г. наричан Институт по морски изследвания и океанология) е създаден на 1 юли 1973 г. с разпореждане на Бюрото на Министерски съвет със седалище във Варна. В него постепенно започват да се формират научни звена: секция „Физика на морето и прилежащата атмосфера“, секция „Химия на морето“, секция „Хидродинамика и литодинамика на бреговата зона“ (от 1989 г. „Динамика на бреговата зона“) с лаборатория „Морски съоръжения“, лаборатория „Подводни изследвания“ (от 1987 до 1997 г. секция „Подводни технически средства и технологии“), лаборатория „Прибори и съоръжения“. През 1978 г. е създадена секция „Морска геоморфология и кватернерна геология“, която през 1989 г. се разделя на секция „Морска геоморфология и палеогеография“, секция „Морска геология и геохимия“ и лаборатория „Морска геофизика“. Трите научни звена се обединяват през 1997 г. в секция „Морска геология“ (от 1999 г. „Морска геология и археология“). През 1987 г. е създадена секция „Морска биология и екология“. През 1989 г. лаборатория „Морски съоръжения“ се отделя като самостоятелно научно звено до 1997 г., когато се обединява със секция „Подводни технически средства и технологии“ и лаборатория „Океанографски прибори“ в секция „Океанотехника“.
Първият директор на института от 1973 г. до 1996 г. е ст.н.с. I ст. дтн Здравко Белберов. През 1976 г. е построена сграда на ИО-БАН. През 1980 г. е създаден хипербарен комплекс, а през 1983 г. е открита НИБ „Шкорпиловци“ с изследователска естакада. През 1984 г. е закупен и преустроен НИК „Академик“ с водоизместимост 1225 т. През 1987 г. е закупена изследователска миниподводница РС-8, а през 1988 г. започва да функционира техническият комплекс „Шелф – 100“ за морски инженерно-геоложки изследвания и е построен нов лабораторен корпус.
В института са разработени над 200 научни проекта с фундаментална и приложна насоченост, от които 22 са международни – финансирани от ЕС, НАТО, ЮНЕСКО и др., 36 са финансирани от националния съвет „Научни изследвания“, 45 – от министерства, ведомства и фирми от страната.
В периода 1976 – 1991 г. са издадени 21 книжки на списание „Океанология“, а от 1992 г. – 4 тома на „Трудове на Института по океанология“. От 1977 г. функционира институтската библиотека, във фонда на която се съхраняват над 10000 библиотечни единици. От 1989 г. се води обучение на редовни докторанти. Този процес особено се разраства след 1991 г., когато се откриват специалностите „Океанология“ и „Морска екология“ във ВВМУ „Н. Й. Вапцаров“.
Към 1990 г. щатният състав на института наброява 191 души, но от следващата година персоналът започва да се съкращава.
Видни представители на института са Здравко Белберов и Петко Димитров.

## Апаратура
- НИБ Шкорпиловци
- НИК „Академик“
- Изследователска Подводница РС-8
- CTD Сонди
- Локатор за Страничен Обзор
- Измерител на течения
- Ехолот
- Дълбоководни Водолазни Системи